# Matthias Platzeck

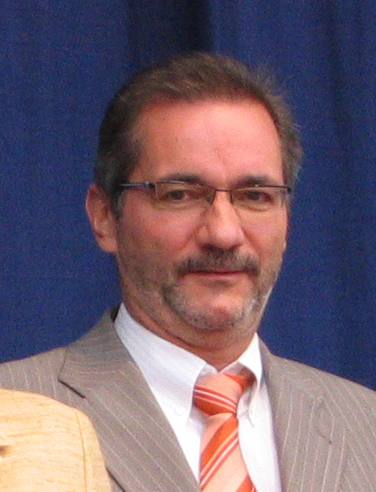
Matthias Platzeck (2007)

Matthias Platzeck (* 29. Dezember 1953 in Potsdam) ist ein deutscher Politiker. Er war Ministerpräsident von Brandenburg von 2002 bis 2013 und kurzzeitig Vorsitzender der SPD von 2005 bis 2006.
Ab 2014 war er Vorsitzender des Deutsch-Russischen Forums, trat in Folge des Russischen Überfalls auf die Ukraine 2022 jedoch zurück.
In der Endphase der DDR setzte er sich als Umwelthygieniker zunächst mit der Grünen Liga für den Umweltschutz ein, bevor er 1990 als parteiloser Vertreter der Grünen Partei in der DDR in die Regierung von Hans Modrow aufgenommen und danach in die freie und letzte Volkskammer gewählt wurde, wo er der aus zwei Parteien bestehenden Fraktion Bündnis 90/Grüne angehörte.
Nach der deutschen Wiedervereinigung trat Platzeck der bürgerlichen Partei Bündnis 90 bei und wurde in der Koalitionsregierung von Manfred Stolpe von November 1990 bis November 1998 Umweltminister des Landes Brandenburg. Nach seiner Ablehnung gegenüber der Fusion von Bündnis 90 und Die Grünen 1993 war er Mitbegründer des Bürgerbündnisses freier Wähler und zunächst wieder parteilos, ehe er als Minister in einer SPD-Alleinregierung 1995 in die SPD eintrat.
Von November 1998 bis Juni 2002 war Platzeck Oberbürgermeister von Potsdam. Am 26. Juni 2002 wurde er als Nachfolger Stolpes zum Ministerpräsidenten von Brandenburg gewählt. Schon seit Juli 2000 war er Landesvorsitzender der SPD Brandenburg gewesen. Vom 15. November 2005 bis zum 10. April 2006 war er zudem Bundesvorsitzender der SPD. Nach zwei Wiederwahlen 2004 und 2009 trat Platzeck aus gesundheitlichen Gründen am 26. August 2013 als SPD-Landesvorsitzender und am 28. August 2013 als Ministerpräsident zurück.

## Leben

### Familie
Platzeck ist der Sohn eines Arztes und einer medizinisch-technischen Assistentin. Er heiratete 1978 Ute Bankwitz und wurde 1984 von ihr geschieden. Aus der Ehe stammen drei Töchter, zwei davon sind Zwillinge. Die Kinder wuchsen ab ihrem vierten bzw. sechsten Lebensjahr bei der alleinerziehenden Mutter auf, die seit 2005 wieder ihren Geburtsnamen trägt.
Seit 2005 lebt Platzeck mit der Verwaltungsfachwirtin Jeanette Jesorka zusammen; 2007 heirateten die beiden. Platzeck ist evangelischer Konfession.

### Ausbildung und Beruf
Nach der allgemeinbildenden Schule in Potsdam von 1960 bis 1966 besuchte er ab der 7. Klasse die Erweiterte Spezial-Oberschule in Kleinmachnow (heute: Weinberg-Gymnasium). Nach dem Abitur 1972 leistete er zunächst seinen Grundwehrdienst in der NVA ab. 1974 begann er dann ein Studium an der Sektion Technische und Biomedizinische Kybernetik der Technischen Hochschule Ilmenau, das er 1979 als Diplomingenieur für biomedizinische Kybernetik beendete.
Platzeck war zunächst 1979/1980 wissenschaftlicher Mitarbeiter am Bezirkshygieneinstitut Karl-Marx-Stadt, Abteilung Lufthygiene, und wurde 1980 Direktor für Ökonomie und Technik (materialtechnische Versorgung) im Kreiskrankenhaus Bad Freienwalde (Oder). Von 1982 bis 1990 war er Abteilungsleiter Umwelthygiene bei der Hygieneinspektion Potsdam. Von 1982 bis 1987 absolvierte er berufsbegleitend Lehrgänge zur Umwelthygiene an der Akademie für Ärztliche Fortbildung in Berlin.

## Politische Karriere

### Partei

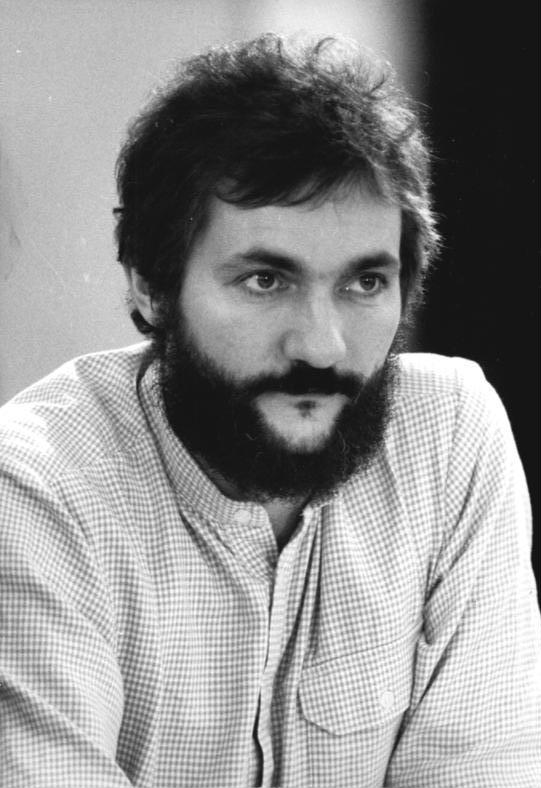
Matthias Platzeck (1990)

Platzeck begann sein politisches Engagement 1988, als er im April Gründungsmitglied der Potsdamer Bürgerinitiative „Arbeitsgemeinschaft für Umweltschutz und Stadtgestaltung (ARGUS)“ wurde. Im Mai 1989 trat er der LDPD bei, verließ sie aber nach kurzer Zeit wieder. Seine kurzzeitige Mitgliedschaft in der DDR-Blockpartei verschwieg Platzeck später seiner Fraktion Bündnis 90 wie auch der Enquete-Kommission des Brandenburger Landtags zur Aufarbeitung der SED-Diktatur. Die ARGUS gehörte im November 1989 zu den Gründungsmitgliedern der Grünen Liga, eines Dachverbandes von Umweltgruppen; Platzeck wurde in den Bundessprecherrat der Grünen Liga entsandt und von Dezember 1989 bis Februar 1990 gehörte er zu ihren Vertretern am Zentralen Runden Tisch der DDR in Berlin. Von Februar bis April 1990 war er für die Grüne Partei in der DDR Minister ohne Geschäftsbereich im Kabinett von Ministerpräsident Hans Modrow (SED). Die Grüne Liga hatte Klaus Schlüter in die Modrow-Regierung entsandt.
1993 plädierte er als Mitglied des Brandenburger Landesverbandes der Partei Bündnis 90 in der Diskussion über den beabsichtigten Zusammenschluss mit den Grünen gegen diesen. Zusammen mit unter anderem Günter Nooke konnte er sich aber nicht durchsetzen und die Gruppe gründete daraufhin – ebenfalls noch 1993 und in Abgrenzung zur Fusion – das BürgerBündnis – mit Günter Nooke, Matthias Platzeck und Wolfgang Pohl an der Spitze.
Am 6. Juni 1995 trat Platzeck der SPD bei und wurde im Juni 1998 in den Landesvorstand von Brandenburg gewählt sowie am 8. Dezember 1999 in den Bundesvorstand der SPD. Vom 8. Juli 2000 bis 26. August 2013 war er Landesvorsitzender der SPD in Brandenburg.

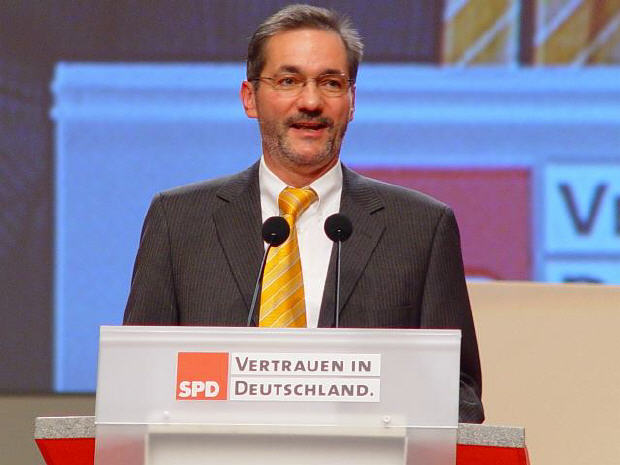
Matthias Platzeck beim Bundesparteitag in Karlsruhe (2005)

Weil der SPD-Bundesvorsitzende Franz Müntefering am 31. Oktober 2005 auf eine erneute Kandidatur auf dem bevorstehenden Bundesparteitag verzichtete, erklärte Matthias Platzeck sich nach einer Krisensitzung des Parteivorstandes am 1. November 2005 zu einer Kandidatur bereit. Am 15. November 2005 wurde er bei 515 abgegebenen gültigen Stimmen mit 512 Ja-Stimmen gegen zwei Nein-Stimmen und bei einer Enthaltung, also mit 99,4 % der Stimmen, vom Bundesparteitag in Karlsruhe zum Bundesvorsitzenden gewählt. Lediglich Kurt Schumacher erreichte vor ihm ein besseres Ergebnis (244 von 245 Stimmen).
Vom 20. Juni 2005 bis zum 8. Dezember 2005 war Matthias Platzeck auch Vorsitzender des Forum Ostdeutschland der Sozialdemokratie e. V.
Zum Jahreswechsel 2005/2006 erlitt Platzeck seinen ersten Hörsturz, am 11. Februar 2006 folgte ein Nerven- und Kreislaufzusammenbruch. Am 29. März 2006 folgte ein zweiter Hörsturz, bei dem Platzeck einen „erheblichen Verlust des Hörvermögens“ erlitt. Er musste sich in längere ärztliche Behandlung begeben. Am 10. April 2006 trat Platzeck daher aus gesundheitlichen Gründen als Bundesparteivorsitzender zurück. Das Amt übernahm zunächst kommissarisch sein Stellvertreter Kurt Beck, der dann beim Parteitag am 14. Mai 2006 zum SPD-Vorsitzenden gewählt wurde.

### Abgeordneter
Im März 1990 wurde Platzeck als Parteiloser auf der Liste der Grünen Partei in der DDR Mitglied der ersten frei gewählten Volkskammer der DDR. Dort war er Parlamentarischer Geschäftsführer der Fraktionsgemeinschaft Bündnis 90/Grüne. Von der Wiedervereinigung am 3. Oktober 1990 bis zum Zusammentreten des ersten gesamtdeutschen Bundestages im Dezember 1990 war er einer der 144 von der Volkskammer als Mitglied des Bundestages delegierten Abgeordneten.

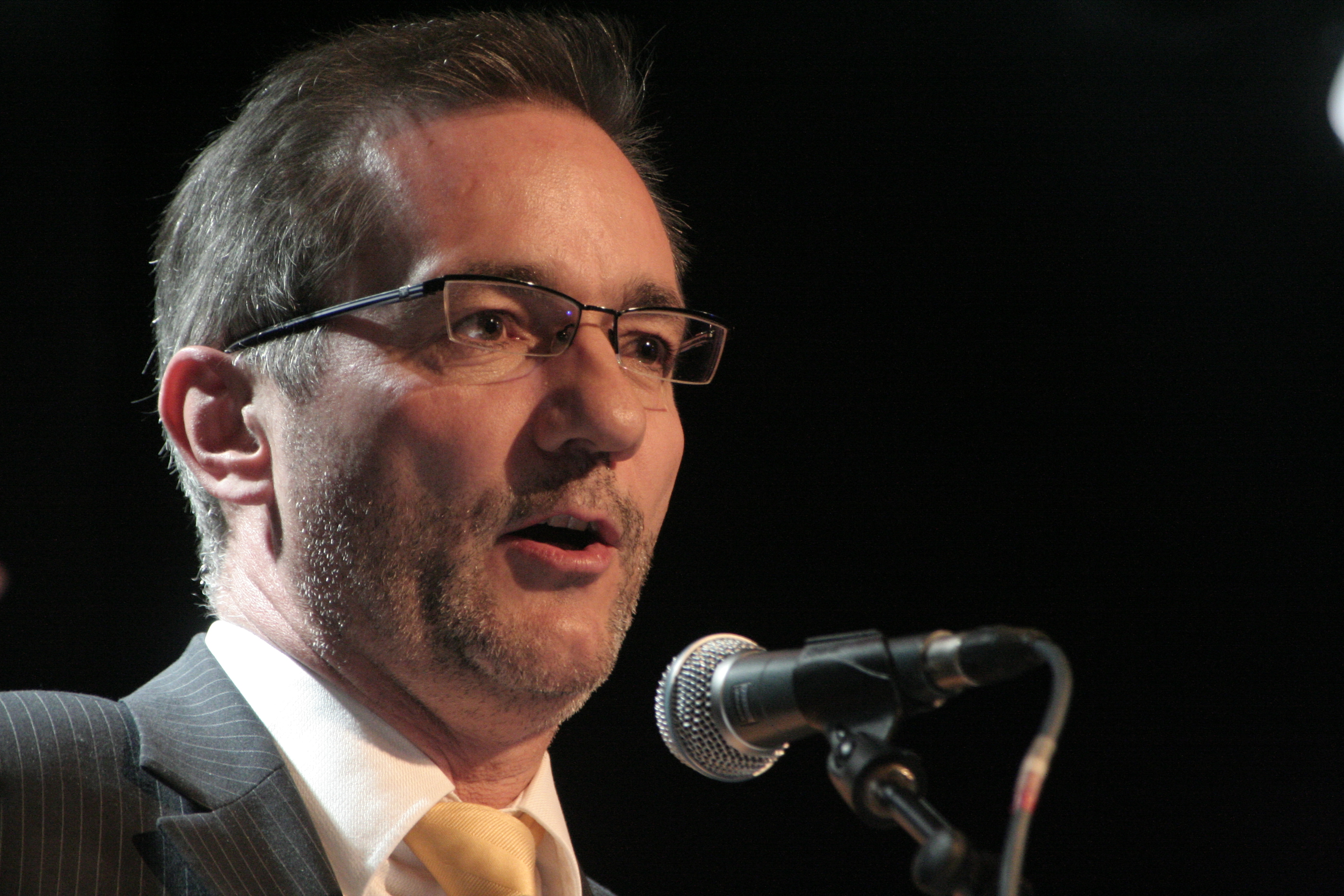
Matthias Platzeck bei einer Rede (März 2007)

Im Oktober 1990 wurde Platzeck über die Landesliste des Bündnis 90 in den Landtag Brandenburg gewählt. Stimmrecht in der Fraktion Bündnis 90 behielt er als Umweltminister auch nach Niederlegung seines Landtagsmandats zugunsten eines Nachrückers im September 1992 noch bis zum Bruch der Koalition mit SPD und FDP am 22. März 1994. Die Listenverbindung Bündnis 90 wurde 1991 in eine Partei umgewandelt, deren Bundessprecherrat Platzeck bis 1993 angehörte. Da er den Zusammenschluss von Bündnis 90 mit der Partei Die Grünen 1993 ablehnte, trat er der neuen Partei Bündnis 90/Die Grünen nicht bei.
Platzeck kandidierte erst 2004 als SPD-Mitglied wieder für den Landtag von Brandenburg. Er gewann in seinem Wahlkreis Potsdam II das Direktmandat, was er 2009 im Wahlkreis Uckermark I wiederholte. Er kündigte an, bei der Landtagswahl 2014 aus Gesundheitsgründen nicht mehr anzutreten.
Mit der Konstituierung des am 14. September 2014 gewählten Landtags schied Platzeck daher aus dem Landesparlament aus.

### Landesminister
Am 22. November 1990 berief Manfred Stolpe als Ministerpräsident einer Koalition aus SPD, FDP und Bündnis 90 Platzeck zum Minister für Umwelt, Naturschutz und Raumordnung. Nur durch Austritt aus der Fraktion Bündnis 90 infolge des Konflikts mit dem Fraktionsvorsitzenden Günter Nooke um die Stasi-Kontakte von Ministerpräsident Stolpe behielt er 1994 sein Ministeramt. Nach der Landtagswahl 1994 berief Ministerpräsident Stolpe den Parteilosen erneut zum Umweltminister in die SPD-Alleinregierung. Platzeck hatte wesentlichen Anteil an der Umwandlung von 40 % des Landes Brandenburg in Natur- und Landschaftsschutzgebiete sowie der Schaffung des im September 1995 eingeweihten Nationalparks Unteres Odertal. Durch zahlreiche Fernsehauftritte beim Oderhochwasser im Sommer 1997 wurde er bundesweit bekannt. Journalisten und damalige Hochwasserhelfer nennen ihn seither oft Deichgraf (in Anlehnung an den Deichgrafen in der Novelle Der Schimmelreiter von Theodor Storm).
Als Vertreter Brandenburgs war er vom 27. November 1991 bis 12. Oktober 1994 Mitglied und anschließend bis zum 4. November 1998 stellvertretendes Mitglied des Bundesrates.

### Oberbürgermeister von Potsdam
Im Mai 1998 wurde der Oberbürgermeister von Potsdam, Horst Gramlich (SPD), im Zuge einer Korruptionsaffäre um den Baustadtrat Detlef Kaminski nach einem Bürgerbegehren durch einen Bürgerentscheid abgewählt. Um zu verhindern, dass sich ein Kandidat der PDS durchsetzt, stellte die SPD Platzeck als Kandidat für die Nachfolge auf. In diesem Zusammenhang lehnte Platzeck einen angebotenen Platz im Schattenkabinett des SPD-Kanzlerkandidat Gerhard Schröders ab. Die Wahl am 27. September 1998 gewann Platzeck bereits im ersten Wahlgang mit 63,5 Prozent der abgegebenen Stimmen. Er legte sein Ministeramt am 3. November nieder und war vom 4. November 1998 bis 26. Juni 2002 Oberbürgermeister von Potsdam.

### Ministerpräsident

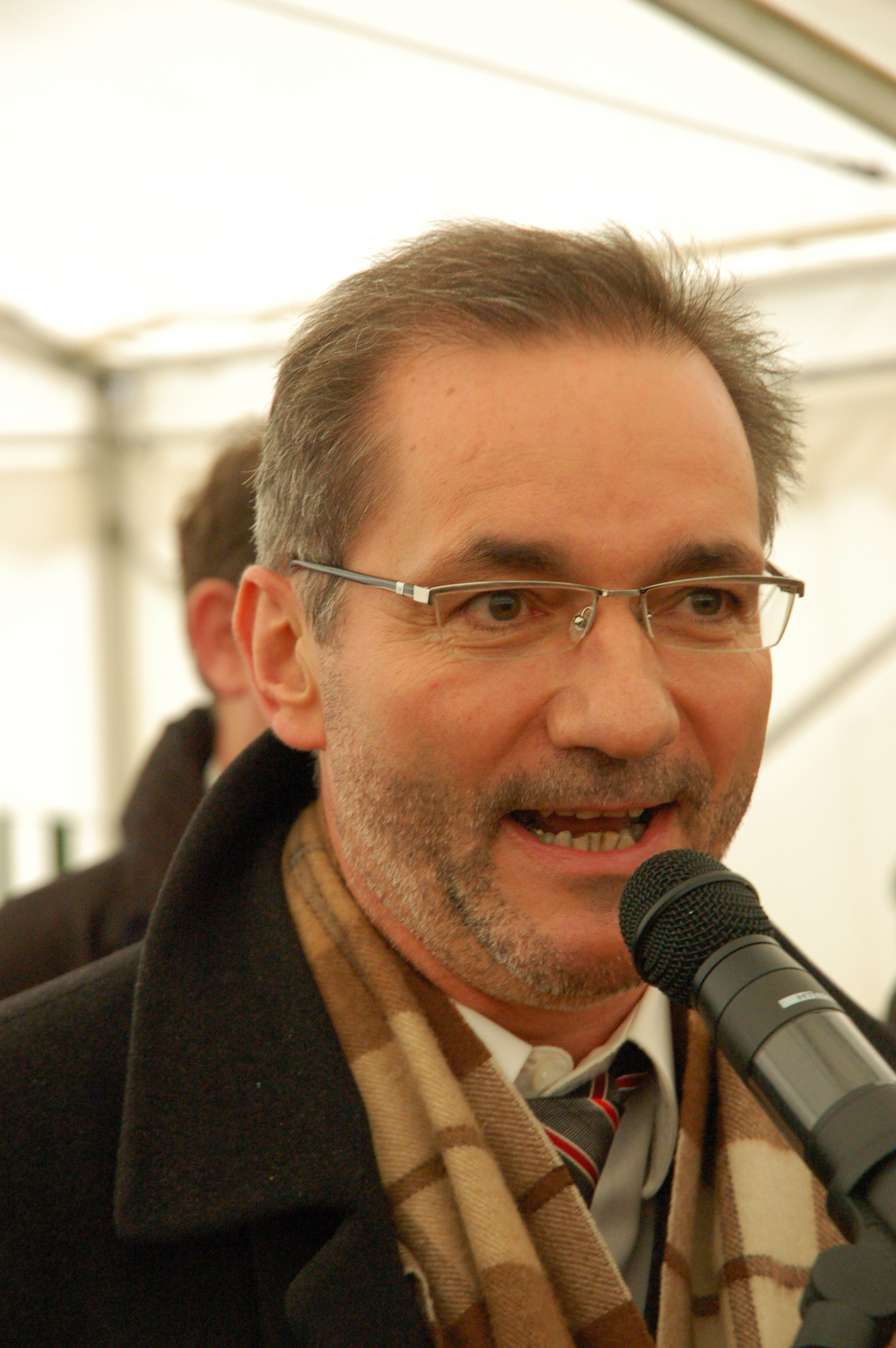
Platzeck bei der Grundsteinlegung zum Schiffshebewerk Niederfinow Nord am 23. März 2009

Nach dem Rücktritt von Ministerpräsident Stolpe wurde Platzeck am 26. Juni 2002 zum Ministerpräsidenten von Brandenburg gewählt. Auch beim Elbhochwasser im Sommer 2002 agierte er als Krisenmanager, was seine Popularität weiter erhöhte. Die von Platzeck und Jörg Schönbohm (CDU) geführte SPD-CDU-Koalitionsregierung hatte mit der starken Verschuldung des Landes Brandenburg und einer stagnierenden bzw. rückläufigen wirtschaftlichen Entwicklung zu kämpfen.
Am 1. November 2003 wurde er zunächst 2. Vizepräsident, vom 1. November 2004 bis zum 31. Oktober 2005 dann turnusgemäß für ein Jahr Bundesratspräsident.
Bei der Landtagswahl am 19. September 2004 gewann er in seinem Wahlkreis das Direktmandat und wurde erneut Abgeordneter im Landtag Brandenburgs. Trotz Verlusten in Höhe von 7,4 Prozentpunkten blieb die SPD stärkste Kraft im Landtag, sodass Platzeck als Ministerpräsident einer SPD-CDU-Koalition wiedergewählt wurde.
Nach der Landtagswahl am 27. September 2009 bildete Platzeck eine Koalition mit der Linken. Am 6. November 2009 wurde er vom brandenburgischen Landtag im Amt des Ministerpräsidenten bestätigt.
Am 27. Juni 2013, zehn Tage nach einem Schlaganfall, nahm Platzeck die Arbeit wieder auf. Am 29. Juli 2013 kündigte er seinen Rücktritt von allen politischen Ämtern aus gesundheitlichen Gründen zum 28. August 2013 an. Er schlug Landesinnenminister Dietmar Woidke als seinen Nachfolger vor.
Bis zu seinem Wiedereintritt in die evangelische Kirche im Jahr 2004 war Platzeck der erste und bisher einzige konfessionslose Ministerpräsident des Landes Brandenburg.

### Weiteres Engagement

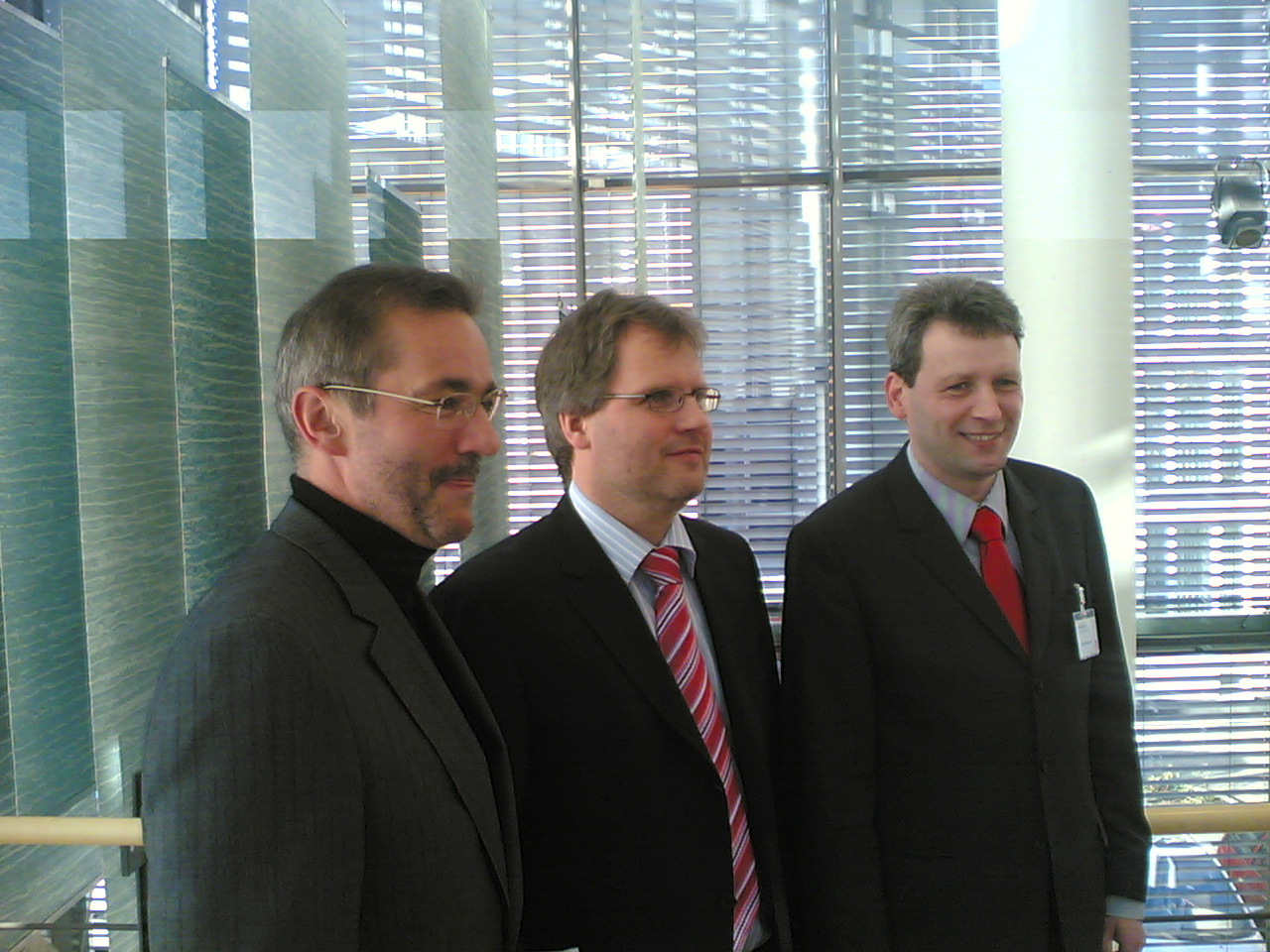
Matthias Platzeck, Jens Bullerjahn und Holger Hövelmann in Halle (2006)

Platzeck war seit 4. Juli 2007 Mitglied im ZDF-Verwaltungsrat, als Vertreter der Länder.
Seit 21. Oktober 2003 war er einer von vier Vertretern des Landes Brandenburg im Aufsichtsrat der Flughafen Berlin Brandenburg GmbH. Am 16. Januar 2013 wurde Platzeck zum neuen Aufsichtsratsvorsitzenden der Flughafengesellschaft gewählt und trat damit die Nachfolge von Berlins Regierenden Bürgermeister Klaus Wowereit an. Zuvor hatte er für diese Führungsaufgabe die Vertrauensfrage im Landtag Brandenburg gestellt und diese mit 55 Stimmen von 87 anwesenden Abgeordneten für sich entschieden. Dabei sprach sich die rot-rote Regierungskoalition geschlossen für Platzeck aus, der eigenen Angaben zufolge sein politisches Schicksal mit dem Gelingen des Flughafens verbunden hatte. Es war das erste Mal, dass ein brandenburgischer Ministerpräsident die Vertrauensfrage im Landtag stellte. Im August 2013 schied Platzeck aus dem Aufsichtsrat aus.
Nach dem brandenburgischen Minister- und Beamtengesetz haftet Platzeck als Politiker nicht für Fehler in seiner Funktion als Aufsichtsrat.
Platzeck war von 2010 bis 2013 Vorsitzender der Deutsch-Russischen Freundschaftsgruppe im Bundesrat.
Am 19. März 2014 übernahm Platzeck nach erfolgreicher Kandidatur und einstimmiger Wahl auf der Mitgliederversammlung den Vorsitz des Deutsch-Russischen Forums e. V. Er folgte damit auf den bisherigen Vorsitzenden Botschafter a. D. Ernst-Jörg von Studnitz, der das Amt nach über 10-jähriger Tätigkeit altersbedingt aufgab. Die Frankfurter Allgemeine Sonntagszeitung berichtete am 22. November 2014  von einem Eckpunktepapier, das von Kanzleramt und Auswärtigem Amt unterstützt wurde. Darin wurde gefordert, der Petersburger Dialog müsse „auch Raum für die kritische Auseinandersetzung mit der russischen Politik geben“. Die Anbindung an das Deutsch-Russische Forum soll beendet werden, da es in beiden Gremien große personelle Überschneidungen gibt: Der Ost-Ausschuss der Deutschen Wirtschaft ist stark vertreten. Im Rahmen der Reform sollte der frühere brandenburgische Ministerpräsident Platzeck an Einfluss in dem Forum verlieren. Dieses Zugeständnis habe Bundeskanzlerin Angela Merkel (CDU) Bundesaußenminister Frank-Walter Steinmeier (SPD) am 19. November 2014 „abgerungen“.
Vom April 2019 bis Dezember 2020 war Platzeck Vorsitzender der von der Bundesregierung eingesetzten Kommission „30 Jahre Friedliche Revolution und Deutsche Einheit“.
Im Mai 2015 war Platzeck gemeinsam mit Bodo Ramelow als Leiter eines Schlichtungsverfahrens zwischen der Gewerkschaft Deutscher Lokomotivführer und der Deutschen Bahn AG tätig. Der lange schwelende Tarifkonflikt wurde beendet. Fünfeinhalb Jahre später, im November 2020, wurde Platzeck erneut zu einem Schlichtungsverfahren zwischen den beiden Parteien gerufen; dieses scheiterte. Im März und April 2023 war Platzeck gemeinsam mit Rezzo Schlauch wiederum erfolgreich an einem Schlichtungsverfahren der GDL beteiligt, diesmal allerdings mit der SWEG und deren Tochtergesellschaft SBS.
Seit 2019 ist Platzeck Vorsitzender des Stiftungsrates der Deutschen Kinder- und Jugendstiftung.
Am 24. Februar 2022 begannen die Streitkräfte Russlands auf Befehl des russischen Präsidenten Wladimir Putin den Überfall auf die Ukraine. Am 1. März 2022 legte Platzeck das Amt des Vorsitzenden des Deutsch-Russischen Forums infolge dieses Überfalls nieder.
Platzeck war Mitglied der Jury für die Vergabe des Standorts des Zukunftszentrums für Deutsche Einheit und Europäische Transformation.
Er ist zudem Mitglied des Vorstands der Friedrich-Ebert-Stiftung.

### Kontroversen
Die Bildung der Koalition mit der Linken in Brandenburg löste öffentliche und innerparteiliche Diskussionen aus.
Kritikpunkt war vor allem, dass führende Politiker des Koalitionspartners ehemalige Stasi-Mitarbeiter seien.
In einem Essay für das Nachrichtenmagazin Der Spiegel verglich Platzeck die – aus seiner Sicht notwendige – Versöhnung mit den in der DDR Verantwortlichen mit der Versöhnung Kurt Schumachers mit ehemaligen Mitgliedern der Waffen-SS nach dem Zweiten Weltkrieg.
Ebenso für Kritik sorgte eine Interview-Äußerung Platzecks, in der er den Beitritt der DDR zur Bundesrepublik in Analogie zu Österreich 1938 als „Anschluss“ bezeichnete.
Klimaschützer und Umweltengagierte kritisieren, dass sich Platzeck von seinen ursprünglichen umwelt- und entwicklungspolitischen Positionen weit entfernt habe, vor allem durch seinen Einsatz für die klimaschädigende Braunkohleverstromung.
Ein starkes Medienecho fand die Äußerung Platzecks vom 18. November 2014, Russland und Kiew sollten die Annexion der Krim völkerrechtlich „legalisieren“: „Die Annexion der Krim muss nachträglich völkerrechtlich geregelt werden, so dass sie für alle hinnehmbar ist.“ Aufgrund der Reaktionen wiederholte Platzeck seine Äußerung, ohne den Ausdruck „legalisieren“ zu gebrauchen. Matthias Platzeck wurde außerdem dafür kritisiert, dass er eine Verständigungspolitik mit der russischen Staatsführung forderte, welche die Ukraine außer Acht lässt, sowie dafür, dass er eine Parallele zwischen der Stationierung der Bundeswehr in Litauen und Hitlers Ostfeldzug zog. Platzecks Positionierung zur russischen Annexion der Krim wurde von Andreas Heinemann-Grüder als billigende Hinnahme und als sprachliche, normative und strategische Bagatellisierung der militärischen Gewalt Russlands kritisiert.
Nach dem Überfall der russischen Streitkräfte auf die Ukraine erklärte Platzeck am 25. Februar 2022: „Ich habe mich getäuscht, weil ich das, was jetzt passiert ist, bis vor kurzem noch für undenkbar gehalten habe.“ Dass ein russischer Präsident im 21. Jahrhundert mit Panzern und Raketen das Nachbarland angreife, sei außerhalb seiner Vorstellungswelt gewesen.

### Informelle Treffen mit Vertretern Russlands
Im April 2025 traf sich Platzeck an der Seite von Ronald Pofalla, Ralf Stegner, Stephan Holthoff-Pförtner, Martin Hoffmann und Thomas Greminger mit Vertretern der russischen Staatsführung (darunter Wiktor Subkow und Waleri Fadejew) sowie des Gazprom-Konzerns in Baku. Das Treffen im April 2025 war das Dritte seiner Art, nach Treffen im April und Oktober 2024. Die Geheimtreffen gelten als inoffizielle Fortsetzung des Petersburger Dialogs. Laut einem Bericht der Frankfurter Allgemeinen Sonntagszeitung reiste Platzeck allein im Zeitraum von Ende 2022 bis März 2025, während des russischen Krieges gegen die Ukraine, mindestens neunmal nach Moskau, in einigen Fällen in Begleitung von Martin Hoffmann und Ronald Pofalla. Platzeck habe eine inhaltliche Stellungnahme ebenso abgelehnt wie Pofalla. Hoffmann erklärte den Rechercheuren der F.A.S. und des Spiegel lediglich, seine Arbeit gelte dem zivilgesellschaftlichen Austausch. Zu den russischen Gesprächspartnern Platzecks in Moskau zählte u. a. Alexej Gromyko, ein Enkel des langjährigen sowjetischen Außenministers Andrej Gromyko und Chef der Europaabteilung der Russischen Akademie der Wissenschaften.

## Auszeichnungen
- 1998: Goldene Kamera in der Rubrik „Hilfe bei der Oderflut 1997“
- 1998: EuroNatur-Preis
- 2005: Orden „Peter der Große“ der russischen geheimdienstnahen Akademie für Fragen der Sicherheit, Verteidigung und der Rechtsordnung[44][45]
- 2005: Verdienstorden des Landes Brandenburg
- 2011: Großes Verdienstkreuz mit Stern und Schulterband der Bundesrepublik Deutschland (bereits 1998: Verdienstkreuz 1. Klasse)
- 2013: Goldene Henne in der Rubrik „Ehrenpreis Politik“
- 2017: Orden der Freundschaft der Russischen Föderation (Rückgabe Anfang März 2022 mit Bezug auf den russischen Überfall auf die Ukraine 2022)[46]

## Veröffentlichungen
- Matthias Platzeck: Zukunft braucht Herkunft. Deutsche Fragen, ostdeutsche Antworten. Hoffmann und Campe, Hamburg 2009, ISBN 978-3-455-50114-8.
- Matthias Platzeck: Zurück zu politischer Vernunft – Deutschland muss endlich Initiative für ein sicheres Europa ergreifen. In Adelheid Bahr Hrsg.: Warum wir Frieden und Freundschaft mit Russland brauchen – ein Aufruf an alle. Von Matthias Platzeck, Peter Gauweiler, Antje Vollmer, Peter Brandt, Oskar Lafontaine, Daniela Dahn und vielen anderen. Westend, Frankfurt 2018, ISBN 978-3-86489-236-3.
- Matthias Platzeck: Wir brauchen eine neue Ostpolitik: Russland als Partner. Propyläen Verlag 2020. ISBN 978-3-549-10014-1.